# Sömnlös i Seattle
Sömnlös i Seattle (engelska: Sleepless in Seattle) är en amerikansk romantisk komedi från 1993 i regi av Nora Ephron. Filmen är baserad på en bok av Jeff Arch. I huvudrollerna ses Tom Hanks och Meg Ryan, i övriga roller märks Bill Pullman, Ross Malinger, Rob Reiner, Rosie O'Donnell, Gaby Hoffmann, Victor Garber och Rita Wilson.

## Handling
En ensamstående far med son bor på en husbåt. Sonen vill att fadern ska hitta en ny flickvän så att han kan få en mor. Fadern är inte med på den idén men lyckas bli övertalad av sonen. 
Sonen hittar nya kvinnor genom en radiokanal, och en av de kvinnor som lyssnar fastnar för faderns (Tom Hanks) och sonens snyfthistoria. Kvinnan (Meg Ryan), som redan är förlovad, tar sig en funderare på om hon har valt rätt man.

## Om filmen
Filmen hade biopremiär i USA den 25 juni 1993 och Sverigepremiär den 15 oktober 1993. Filmens foto är av svensken Sven Nykvist. 

## Rollista
- Tom Hanks - Sam Baldwin
- Meg Ryan - Annie Reed
- Bill Pullman - Walter Jackson
- Ross Malinger - Jonah Baldwin
- Rob Reiner - Jay Mathews
- Rosie O'Donnell - Becky
- Gaby Hoffmann - Jessica
- Victor Garber - Greg
- Rita Wilson - Suzy
- Barbara Garrick - Victoria
- Carey Lowell - Maggie Abbott Baldwin
- David Hyde Pierce - Dennis Reed
- Dana Ivey - Claire Bennett
- Kevin O'Morrison - Cliff Reed
- Caroline Aaron - Dr. Marcia Fieldstone
- Frances Conroy - Irene Reed
- Calvin Trillin - Farbror Milton

## Soundtrack
1. "As Time Goes By" med Jimmy Durante
2. "A Kiss to Build a Dream On" med Louis Armstrong
3. "Stardust" med Nat King Cole
4. "Makin' Whoopee" med Dr. John feat. Rickie Lee Jones
5. "In the Wee Small Hours of the Morning" med Carly Simon
6. "Back in the Saddle Again" med Gene Autry
7. "Bye Bye Blackbird" med Joe Cocker
8. "A Wink and a Smile" med Harry Connick Jr.
9. "Stand by Your Man" med Tammy Wynette
10. "An Affair to Remember" med Marc Shaiman
11. "Make Someone Happy" med Jimmy Durante
12. "When I Fall in Love" med Celine Dion & Clive Griffin